# شهرستان برانت
شهرستان برانت (به انگلیسی: County of Brant) یک شهرستان در کانادا است که در انتاریو واقع شده‌است.

## خصوصیات
شهرستان برانت ۳۵٬۶۳۸ نفر جمعیت دارد.